# Ruovesi
Ruovesi is een gemeente in de Finse provincie West-Finland en in de Finse regio Pirkanmaa. De gemeente heeft een landoppervlakte van 776,99 km² en telt 4.114 inwoners (2022).

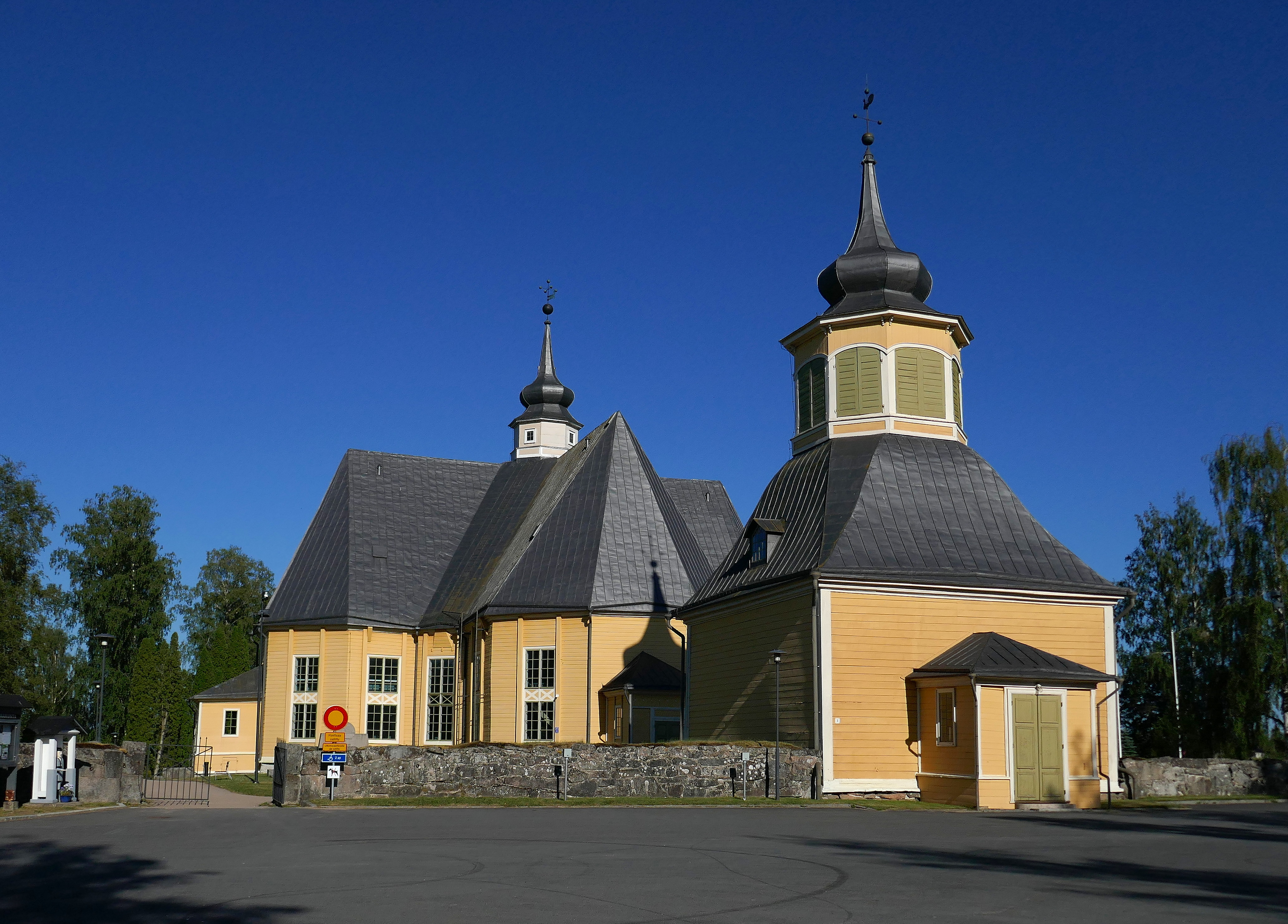
Kerk van Ruovesi
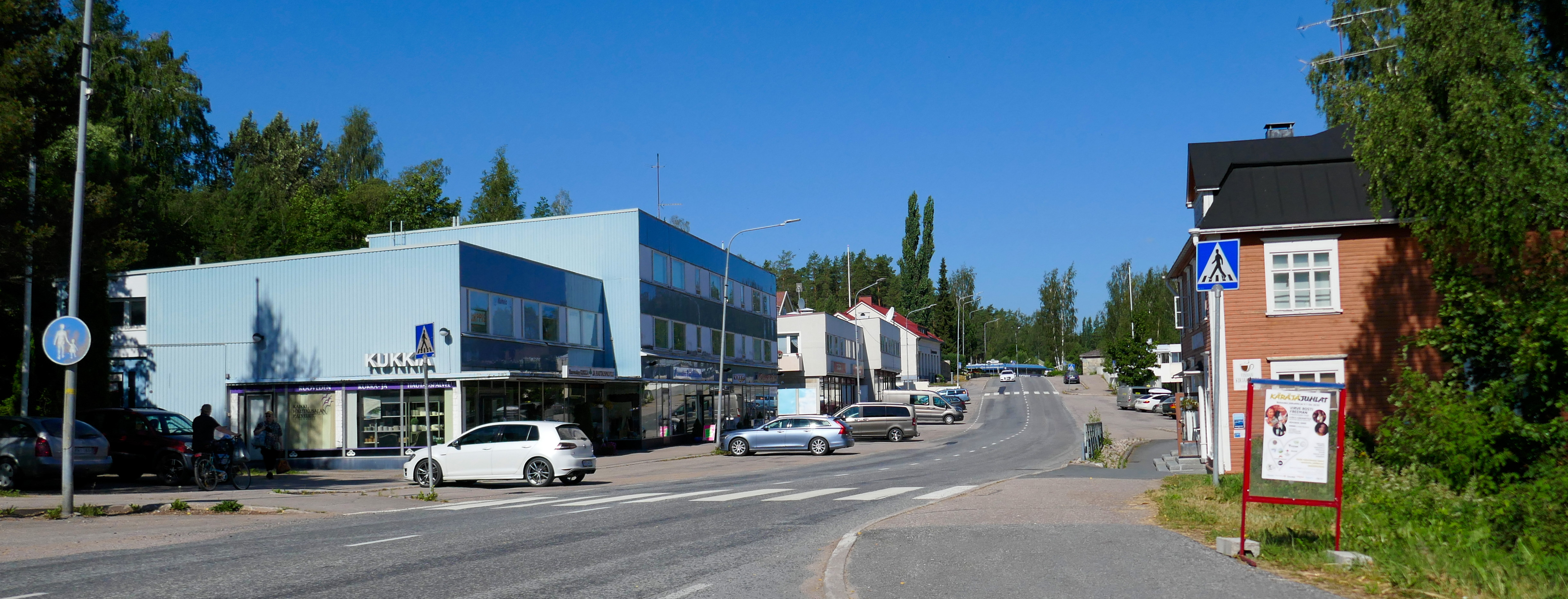
Hoofdstraat van Ruovesi